# Rivalità calcistica Inghilterra-Italia

I capitani Giacinto Facchetti e Bobby Moore nei convenevoli di rito prima dell'amichevole del 14 giugno 1973

La rivalità calcistica Inghilterra-Italia identifica gli incontri tra le due rispettive nazionali, che hanno dato vita a contese agonistiche che si protraggono da decenni.
L'incontro principale tra le due compagini è stato la finale del campionato europeo di calcio 2020, vinta per 3-2 dagli italiani ai tiri di rigore dopo che i tempi regolamentari e supplementari terminarono 1-1. Il bilancio complessivo delle sfide è invece ad ora (ottobre 2024) di trentadue incontri, con undici vittorie per l'Italia, dieci per l'Inghilterra e undici pareggi. c'è però da notare che la partita più importante, che diede all'Italia la vittoria ai rigori all'europeo 2020, è  considerata nelle statistiche come pareggio, così come la vittoria sempre ai rigori nelle fasi ad eliminazione diretta nel precedente europeo.

## Lista degli incontri
| N. | Data              | Luogo             | Competizione                                                | In casa     | Risultato             | In trasferta |
| -- | ----------------- | ----------------- | ----------------------------------------------------------- | ----------- | --------------------- | ------------ |
| 1  | 13 maggio 1933    | Roma              | Amichevole                                                  | Italia      | 1 – 1                 | Inghilterra  |
| 2  | 14 novembre 1934  | Londra            | Amichevole                                                  | Inghilterra | 3 – 2                 | Italia       |
| 3  | 13 maggio 1939    | Milano            | Amichevole                                                  | Italia      | 2 – 2                 | Inghilterra  |
| 4  | 16 maggio 1948    | Torino            | Amichevole                                                  | Italia      | 0 – 4                 | Inghilterra  |
| 5  | 30 novembre 1949  | Tottenham         | Amichevole                                                  | Inghilterra | 2 – 0                 | Italia       |
| 6  | 18 maggio 1952    | Firenze           | Amichevole                                                  | Italia      | 1 – 1                 | Inghilterra  |
| 7  | 6 maggio 1959     | Wembley           | Amichevole                                                  | Inghilterra | 2 – 2                 | Italia       |
| 8  | 24 maggio 1961    | Roma              | Amichevole                                                  | Italia      | 2 – 3                 | Inghilterra  |
| 9  | 14 giugno 1973    | Torino            | Amichevole                                                  | Italia      | 2 – 0                 | Inghilterra  |
| 10 | 14 novembre 1973  | Londra            | Amichevole                                                  | Inghilterra | 0 – 1                 | Italia       |
| 11 | 28 maggio 1976    | New York          | Torneo del Bicentenario                                     | Inghilterra | 3 – 2                 | Italia       |
| 12 | 17 novembre 1976  | Roma              | Qualificazioni al campionato mondiale di calcio 1978 - UEFA | Italia      | 2 – 0                 | Inghilterra  |
| 13 | 16 novembre 1977  | Londra            | Qualificazioni al campionato mondiale di calcio 1978 - UEFA | Inghilterra | 2 – 0                 | Italia       |
| 14 | 15 giugno 1980    | Torino            | Campionato europeo di calcio 1980                           | Italia      | 1 – 0                 | Inghilterra  |
| 15 | 6 giugno 1985     | Città del Messico | Coppa Città del Messico 1985                                | Inghilterra | 1 – 2                 | Italia       |
| 16 | 15 novembre 1989  | Londra            | Amichevole                                                  | Inghilterra | 0 – 0                 | Italia       |
| 17 | 7 luglio 1990     | Bari              | Campionato mondiale di calcio 1990                          | Italia      | 2 – 1                 | Inghilterra  |
| 18 | 12 febbraio 1997  | Londra            | Qualificazioni al campionato mondiale di calcio 1998 - UEFA | Inghilterra | 0 – 1                 | Italia       |
| 19 | 4 giugno 1997     | Nantes            | Torneo di Francia                                           | Inghilterra | 2 – 0                 | Italia       |
| 20 | 11 ottobre 1997   | Roma              | Qualificazioni al campionato mondiale di calcio 1998 - UEFA | Italia      | 0 – 0                 | Inghilterra  |
| 21 | 15 novembre 2000  | Torino            | Amichevole                                                  | Italia      | 1 – 0                 | Inghilterra  |
| 22 | 27 marzo 2002     | Leeds             | Amichevole                                                  | Inghilterra | 1 – 2                 | Italia       |
| 23 | 24 giugno 2012    | Kiev              | Campionato europeo di calcio 2012                           | Inghilterra | 0 – 0 (dts) (2-4 dtr) | Italia       |
| 24 | 15 agosto 2012    | Berna             | Amichevole                                                  | Inghilterra | 2 – 1                 | Italia       |
| 25 | 14 giugno 2014    | Manaus            | Campionato mondiale di calcio 2014                          | Inghilterra | 1 – 2                 | Italia       |
| 26 | 31 marzo 2015     | Torino            | Amichevole                                                  | Italia      | 1 – 1                 | Inghilterra  |
| 27 | 27 marzo 2018     | Londra            | Amichevole                                                  | Inghilterra | 1 – 1                 | Italia       |
| 28 | 11 luglio 2021    | Londra            | Finale del campionato europeo di calcio 2020                | Italia      | 1 – 1 (dts) (3-2 dtr) | Inghilterra  |
| 29 | 11 giugno 2022    | Wolverhampton     | UEFA Nations League 2022-2023 - Lega A                      | Inghilterra | 0 – 0                 | Italia       |
| 30 | 23 settembre 2022 | Milano            | UEFA Nations League 2022-2023 - Lega A                      | Italia      | 1 – 0                 | Inghilterra  |
| 31 | 23 marzo 2023     | Napoli            | Qualificazioni al campionato europeo di calcio 2024         | Italia      | 1 – 2                 | Inghilterra  |
| 32 | 17 ottobre 2023   | Londra            | Qualificazioni al campionato europeo di calcio 2024         | Inghilterra | 3 – 1                 | Italia       |

## Statistiche

### Nel complesso
|                                       | Partite | Risultati | Risultati | Risultati |
| Inghilterra                           | Partite | Pareggio  | Italia    |           |
| ------------------------------------- | ------- | --------- | --------- | --------- |
| Campionati mondiali                   | 2       | 0         | 0         | 2         |
| Campionati europei                    | 3       | 0         | 2         | 1         |
| Qualificazioni al campionato mondiale | 4       | 1         | 1         | 2         |
| Qualificazioni al campionato europeo  | 2       | 2         | 0         | 0         |
| UEFA Nations League                   | 2       | 0         | 1         | 1         |
| Tutte le competizioni                 | 13      | 3         | 4         | 6         |
| Torneo del Bicentenario               | 1       | 1         | 0         | 0         |
| Coppa Città del Messico               | 1       | 0         | 0         | 1         |
| Torneo di Francia                     | 1       | 1         | 0         | 0         |
| Amichevoli                            | 16      | 5         | 7         | 4         |
| Tutte le partite                      | 32      | 10        | 11        | 11        |

## Incontri principali

### Campionato europeo 1980
| Arbitro: | Rainea |

|  |           |              |
|  | Marcatori | 79’ Tardelli |

### Campionato mondiale 1990
| Arbitro: | Quiniou |

|                                 |           |           |
| Baggio 71’ Schillaci 86’ (rig.) | Marcatori | 81’ Platt |

### Campionato europeo 2012
| Arbitro: | Proença |

|                           |                      |                                             |
| Gerrard Rooney Young Cole | Tiri di rigore 2 – 4 | Balotelli Montolivo Pirlo Nocerino Diamanti |

### Campionato mondiale 2014
| Arbitro: | Kuipers |

|               |           |                             |
| Sturridge 37’ | Marcatori | 35’ Marchisio 50’ Balotelli |

### Campionato europeo 2020
| Arbitro: | Björn Kuipers |

|                                               |                      |                                   |
| Bonucci 67’                                   | Marcatori            | 2’ Shaw                           |
| Berardi Belotti Bonucci Bernardeschi Jorginho | Tiri di rigore 3 – 2 | Kane Maguire Rashford Sancho Saka |

### UEFA Nations League 2022-2023
| Wolverhampton 11 giugno 2022, ore 20:45 UTC+2 | Inghilterra      | 0 – 0 referto | Italia | Molineux Stadium (1 782 spett.)\| Arbitro: \| Szymon Marciniak \| |
| Arbitro:                                      | Szymon Marciniak |               |        |                                                                   |

| Arbitro: | Jesús Gil Manzano |

|               |           |  |
| Raspadori 68’ | Marcatori |  |

## Nella cultura di massa
La sfida calcistica tra le nazionali di Inghilterra e Italia è stata protagonista di qualche citazione in film del cinema italiano:
- In nome del popolo italiano, (1971), il giudice istruttore Mariano Bonifazi (interpretato da Ugo Tognazzi), associa idealmente i peggiori vizi dell'italiano cialtrone e poco di buono nelle masse di tifosi che si erano riversate nelle strade, tra le urla festanti e gli atti di teppismo, a seguito di una partita (di fantasia) vinta dalla nazionale di calcio contro l'Inghilterra;[7]. È da notare che nel 1971 l'Italia non aveva mai vinto contro l'Inghilterra nelle 8 partite fino ad allora disputate, tutte ufficialmente amichevoli, con 4 sconfitte e 4 pareggi (la prima vittoria per 2-0 avvenne a Torino nel 1973, seguita qualche mese dopo dalla prima vittoria in terra inglese, a Wembley per 1-0); questo giustifica nella finzione cinematografica l'enorme entusiasmo per una vittoria tanto attesa e avvenuta per la prima volta.
- Un colpo all'italiana (1969), film inglese in cui una banda di ladri inglesi rapina a Torino un furgone carico di lingotti d'oro in corrispondenza di una partita tra le due nazionali, anche qui di fantasia come nel film sopra citato.
- Pane e cioccolata (1973), Giovanni "Nino" Garofoli (Nino Manfredi) è un emigrato italiano in Svizzera che si finge svizzero in un bar assistendo alla telecronaca di una partita della nazionale di calcio italiana contro l'Inghilterra, e dopo aver goffamente recitato la parte del biondo elvetico, ad una rete degli Azzurri, è incapace di trattenere la gioia irrefrenabile, esplodendo in un urlo liberatorio e venendo pertanto riconosciuto.
- Il secondo tragico Fantozzi (1976), il ragioniere Ugo Fantozzi (Paolo Villaggio) viene obbligato da un superiore a partecipare, con colleghi e famiglie, a un cineforum perdendo la diretta televisiva dell'incontro Inghilterra-Italia.